# Озирисов плавац
Озирисов плавац (лат. Cupido osiris) врста је лептира из породице плаваца (лат. Lycaenidae).

## Опис врсте
Нешто је крупнији од маленог плавца. Мужјаци су плави. Тачке са доње стране крила су мање упадљиве, а основна боја крила је нешто светлија, плавичаста.

## Распрострањење и станиште
Насељава слична станишта као и сродне врсте, а мужјаци се често окупљају на влажној земљи. Спорадични становник јужне Европе. 

## Биљке хранитељке
Основне биљке хранитељке су еспарзете (Onobrychis viciifolia, O. montana).